# Benzotriazol
El benzotriazol (BTA) es un compuesto heterocíclico que contiene un anillo de benceno fusionado a un anillo de 1,2,3-triazol, con la fórmula química C6H5N3. Este compuesto aromático y polar es incoloro y se puede utilizar en diversos campos.
Los benzotriazoles son conocidos por su gran versatilidad. Ya se utilizaron como un limitador en emulsiones fotográficas y como reactivo para la determinación analítica de plata. Más importante aún, se ha utilizado ampliamente como un inhibidor de la corrosión en el ambiente y bajo el agua. Por lo tanto, sus derivados y su eficacia como precursores de fármacos han llamado la atención. Además, el benzotriazol se puede utilizar como anticongelante, sistemas de calefacción y refrigeración, fluidos hidráulicos e inhibidores de fase de vapor también.

## Estructura química
El benzotriazol dispone de dos anillos fusionados. Su anillo de cinco miembros puede existir en 2 formas tautoméricas, la 1H y la 2H, que en disolución están en equilibrio:

El benzotriazol tiene propiedades anfóteras, por lo que puede estar protonado en medio ácido o desprotonado en medio básico. Las constantes de disociación son pKa1= 0.42 y el pKa2= 8.27

## Síntesis
Una síntesis del benzotriazol implica la reacción de o-fenilendiamina, nitrito de sodio y ácido acético. Las conversión se produce mediante la obtención de una sal de diazonio en uno de los grupos amino de la orto-fenilendiamina (un benceno con dos grupos amino en posición orto):

## Aplicaciones
Existen distintas aplicaciones del benzotriazol.

### Inhibidor de la corrosión
El benzotriazol es un inhibidor de la corrosión eficaz para el cobre y sus aleaciones mediante la prevención de reacciones superficiales indeseables. Se sabe que se forma una capa pasiva, que consta de un complejo entre el cobre y el benzotriazol, cuando el cobre se sumerge en una solución que contiene benzotriazol. La capa pasiva es insoluble en disoluciones acuosas y muchas orgánicas. Existe una correlación positiva entre el espesor de la capa pasiva y la eficiencia de la prevención de la corrosión. El BTA se utiliza en la conservación, en particular para el tratamiento de la enfermedad de bronce. La estructura exacta del complejo de cobre-BTA es controvertida y se han sugerido muchas propuestas.

### Precursor de fármacos
Los derivados de benzotriazol tienen propiedades químicas y biológicas que son muy versátiles e interesantes para la industria farmacéutica. Algunos derivados de benzotriazol actúan como agonistas para muchas proteínas. Por ejemplo, el vorozol y la alizaprida tienen las propiedades inhibidoras contra diferentes proteínas.
También se usa el benzotriazol para la síntesis de compuestos que pierden la estructura del sustrato de partida a lo largo de la reacción, como es el caso de la isocriptolepina: